# Tinnsjön, Västergötland
Tinnsjön är en sjö i Ale kommun i Västergötland och ingår i Göta älvs huvudavrinningsområde. Sjön är 12 meter djup, har en yta på 1,32 kvadratkilometer och befinner sig 97,8 meter över havet. Sjön avvattnas av Forsån som rinner ut i Grönån strax sydväst om Skepplanda. Vid provfiske har abborre, gädda och mört fångats i sjön. Tinnsjön är den största sjön både i vildmarksområdet Risveden och i Kilanda socken. Sjön avvattnas av Rannebergsån som via Forsån rinner ut i Grönån sydväst om Skepplanda.

## Delavrinningsområde
Tinnsjön ingår i det delavrinningsområde (643046-129284) som SMHI kallar för Utloppet av Tinnsjön. Medelhöjden är 115 meter över havet och ytan är 7,2 kvadratkilometer. Det finns inga avrinningsområden uppströms utan avrinningsområdet är högsta punkten. Forsån / Grönån som avvattnar avrinningsområdet har biflödesordning 2, vilket innebär att vattnet flödar genom totalt 2 vattendrag innan det når havet efter 55 kilometer. Avrinningsområdet består mestadels av skog (80 %). Avrinningsområdet har 1,39 kvadratkilometer vattenytor vilket ger det en sjöprocent på 19,2 %.